# پرت خونی
پرت خونی (Amphilophus citrinellus × Vieja melanurus)، یا سیچلاید پرت، گونه‌ای دورگه از خانواده سیچلایدها است. این ماهی برای اولین بار در حدود سال ۱۹۸۶ در کشور تایوان پرورش داده شد. پرت های خونی نباید با سایر پرت ها یا طوطی‌ماهیان آب شور خانواده (Scaridae) اشتباه گرفت. رنگ های طبیعی این ماهی قرمز، زرد و خاکستری است. سایر رنگ هایی که در بازار دیده میشود توسط پرورش دهندگان به ماهی تزریق می شود.